# Festy Ebosele
Festy Oseiwe Ebosele (Enniscorthy, 2 agosto 2002) è un calciatore irlandese, difensore o centrocampista dell'İstanbul Başakşehir e della nazionale irlandese.

## Biografia
È nato a Enniscorthy, nella contea di Wexford, da una famiglia di origini nigeriane.

## Caratteristiche tecniche
Di ruolo terzino destro, può giocare anche da esterno destro a centrocampo o come laterale di sinistra. Dotato di buona tecnica e di un eccellente dribbling, è abile in fase offensiva, grazie anche alla sua prorompente atleticità.

## Carriera

### Club

#### Gli inizi, Derby County
Cresciuto nei settori giovanili di Moyne Rangers e Bray Wanderers, viene acquistato nel 2018 dagli inglesi del Derby County, che lo aggregano inizialmente nel vivaio. Fa il suo debutto il 9 gennaio 2021 nella sconfitta esterna in FA Cup per 2-0 contro il Chorley, partita nella quale altri tredici ragazzi del settore giovanile vengono fatti esordire per un focolaio di COVID-19 che costrinse la prima squadra a mettersi in isolamento. Nel marzo 2022, a seguito dei problemi economici della squadra, annuncia di non voler rinnovare il proprio contratto.

#### Udinese e prestito al Watford
Il 21 marzo 2022 annuncia di aver raggiunto un accordo ufficiale per un precontratto con l'Udinese della durata di 5 anni. Esordisce con i friulani, oltreché in Serie A, il 13 agosto 2022 nella sconfitta per 4-2 contro il Milan, diventando il primo calciatore irlandese a militare in Serie A 22 anni dopo Robbie Keane.
Il 30 agosto 2024 viene ceduto in prestito al Watford. Il 30 gennaio 2025 il prestito viene rescisso.

#### İstanbul Başakşehir
Il 31 gennaio 2025 si trasferisce a titolo definitivo ai turchi dell'Istanbul Başakşehir.

### Nazionale
Ha rappresentato l'Irlanda con le compagini Under-16, Under-17, Under-19 e Under-21. Il 25 maggio 2022 viene convocato per la prima volta con la squadra maggiore, in vista degli incontri di Nations League contro Armenia, Ucraina e Scozia.
Il 7 settembre 2023 esordisce con la nazionale maggiore nella sconfitta per 2-0 contro la Francia.

## Statistiche

### Presenze e reti nei club
Statistiche aggiornate al 31 gennaio 2025.
| Stagione            | Squadra             | Campionato          | Campionato | Campionato | Coppe nazionali | Coppe nazionali | Coppe nazionali | Coppe continentali | Coppe continentali | Coppe continentali | Altre coppe | Altre coppe | Altre coppe | Totale | Totale |
| Stagione            | Squadra             | Comp                | Pres       | Reti       | Comp            | Pres            | Reti            | Comp               | Pres               | Reti               | Comp        | Pres        | Reti        | Pres   | Reti   |
| ------------------- | ------------------- | ------------------- | ---------- | ---------- | --------------- | --------------- | --------------- | ------------------ | ------------------ | ------------------ | ----------- | ----------- | ----------- | ------ | ------ |
| 2020-2021           | Derby County        | FLC                 | 3          | 0          | FACup+CdL       | 1+0             | 0               | -                  | -                  | -                  | -           | -           | -           | 4      | 0      |
| 2021-2022           | Derby County        | FLC                 | 35         | 2          | FACup+CdL       | 1+1             | 0               | -                  | -                  | -                  | -           | -           | -           | 37     | 2      |
| Totale Derby County | Totale Derby County | Totale Derby County | 38         | 2          |                 | 3               | 0               |                    | -                  | -                  |             | -           | -           | 41     | 2      |
| 2022-2023           | Udinese             | A                   | 17         | 0          | CI              | 1               | 0               | -                  | -                  | -                  | -           | -           | -           | 18     | 0      |
| 2023-2024           | Udinese             | A                   | 31         | 0          | CI              | 1               | 0               | -                  | -                  | -                  | -           | -           | -           | 32     | 0      |
| Totale Udinese      | Totale Udinese      | Totale Udinese      | 48         | 0          |                 | 2               | 0               |                    | -                  | -                  |             | -           | -           | 50     | 0      |
| 2024-gen. 2025      | Watford             | FLC                 | 16         | 1          | FACup+CdL       | 0+1             | 0+0             | -                  | -                  | -                  | -           | -           | -           | 17     | 1      |
| gen.-giu. 2025      | İstanbul Başakşehir | SL                  | -          | -          | TK              | -               | -               | UECL               | -                  | -                  | -           | -           | -           | -      | -      |
| Totale carriera     | Totale carriera     | Totale carriera     | 102        | 3          |                 | 6               | 0               |                    | -                  | -                  |             | -           | -           | 108    | 3      |

### Cronologia presenze e reti in nazionale
| Cronologia completa delle presenze e delle reti in nazionale ― Irlanda | Cronologia completa delle presenze e delle reti in nazionale ― Irlanda | Cronologia completa delle presenze e delle reti in nazionale ― Irlanda | Cronologia completa delle presenze e delle reti in nazionale ― Irlanda | Cronologia completa delle presenze e delle reti in nazionale ― Irlanda | Cronologia completa delle presenze e delle reti in nazionale ― Irlanda | Cronologia completa delle presenze e delle reti in nazionale ― Irlanda | Cronologia completa delle presenze e delle reti in nazionale ― Irlanda |
| Data                                                                   | Città                                                                  | In casa                                                                | Risultato                                                              | Ospiti                                                                 | Competizione                                                           | Reti                                                                   | Note                                                                   |
| ---------------------------------------------------------------------- | ---------------------------------------------------------------------- | ---------------------------------------------------------------------- | ---------------------------------------------------------------------- | ---------------------------------------------------------------------- | ---------------------------------------------------------------------- | ---------------------------------------------------------------------- | ---------------------------------------------------------------------- |
| 7-9-2023                                                               | Parigi                                                                 | Francia                                                                | 2 – 0                                                                  | Irlanda                                                                | Qual. Euro 2024                                                        | -                                                                      | 84’                                                                    |
| 10-9-2023                                                              | Dublino                                                                | Irlanda                                                                | 1 – 2                                                                  | Paesi Bassi                                                            | Qual. Euro 2024                                                        | -                                                                      | 87’                                                                    |
| 23-3-2024                                                              | Dublino                                                                | Irlanda                                                                | 0 – 0                                                                  | Belgio                                                                 | Amichevole                                                             | -                                                                      | 86’                                                                    |
| 10-10-2024                                                             | Helsinki                                                               | Finlandia                                                              | 1 – 2                                                                  | Irlanda                                                                | UEFA Nations League 2024-2025 - 1º turno                               | -                                                                      | 80’                                                                    |
| 13-10-2024                                                             | Atene                                                                  | Grecia                                                                 | 2 – 0                                                                  | Irlanda                                                                | UEFA Nations League 2024-2025 - 1º turno                               | -                                                                      | 57’                                                                    |
| 14-11-2024                                                             | Dublino                                                                | Irlanda                                                                | 1 – 0                                                                  | Finlandia                                                              | UEFA Nations League 2024-2025 - 1º turno                               | -                                                                      | 76’                                                                    |
| 17-11-2024                                                             | Londra                                                                 | Inghilterra                                                            | 5 – 0                                                                  | Irlanda                                                                | UEFA Nations League 2024-2025 - 1º turno                               | -                                                                      | 67’                                                                    |
| 6-6-2025                                                               | Dublino                                                                | Irlanda                                                                | 1 – 1                                                                  | Senegal                                                                | Amichevole                                                             | -                                                                      | 80’                                                                    |
| 10-6-2025                                                              | Lussemburgo                                                            | Lussemburgo                                                            | 0 – 0                                                                  | Irlanda                                                                | Amichevole                                                             | -                                                                      | 57’                                                                    |
| Totale                                                                 |                                                                        | Presenze                                                               | 9                                                                      |                                                                        | Reti                                                                   | 0                                                                      |                                                                        |

| Cronologia completa delle presenze e delle reti in nazionale ― Irlanda under 21 | Cronologia completa delle presenze e delle reti in nazionale ― Irlanda under 21 | Cronologia completa delle presenze e delle reti in nazionale ― Irlanda under 21 | Cronologia completa delle presenze e delle reti in nazionale ― Irlanda under 21 | Cronologia completa delle presenze e delle reti in nazionale ― Irlanda under 21 | Cronologia completa delle presenze e delle reti in nazionale ― Irlanda under 21 | Cronologia completa delle presenze e delle reti in nazionale ― Irlanda under 21 | Cronologia completa delle presenze e delle reti in nazionale ― Irlanda under 21 |
| Data                                                                            | Città                                                                           | In casa                                                                         | Risultato                                                                       | Ospiti                                                                          | Competizione                                                                    | Reti                                                                            | Note                                                                            |
| ------------------------------------------------------------------------------- | ------------------------------------------------------------------------------- | ------------------------------------------------------------------------------- | ------------------------------------------------------------------------------- | ------------------------------------------------------------------------------- | ------------------------------------------------------------------------------- | ------------------------------------------------------------------------------- | ------------------------------------------------------------------------------- |
| 23-3-2021                                                                       | Newport                                                                         | Galles under 21                                                                 | 0 – 0                                                                           | Irlanda under 21                                                                | Amichevole                                                                      | -                                                                               |                                                                                 |
| 30-5-2021                                                                       | Spagna                                                                          | Svizzera under 21                                                               | 2 – 0                                                                           | Irlanda under 21                                                                | Amichevole                                                                      | -                                                                               | 75’                                                                             |
| 5-6-2021                                                                        | Spagna                                                                          | Irlanda under 21                                                                | 0 – 1                                                                           | Danimarca under 21                                                              | Amichevole                                                                      | -                                                                               | 46’                                                                             |
| 12-11-2021                                                                      | Dublino                                                                         | Irlanda under 21                                                                | 0 – 2                                                                           | Italia under 21                                                                 | Qual. Europeo Under-21 2023                                                     | -                                                                               | 56’                                                                             |
| Totale                                                                          |                                                                                 | Presenze                                                                        | 4                                                                               |                                                                                 | Reti                                                                            | 0                                                                               |                                                                                 |